# Trombeta de Gabriel

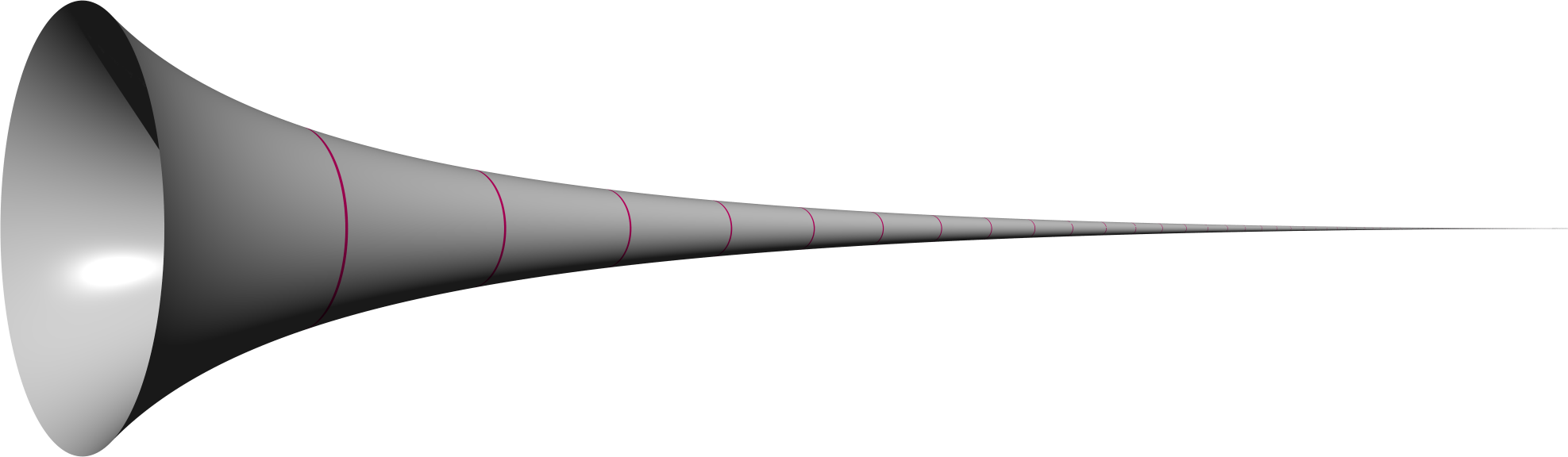
Renderização POV-Ray da Trombeta de Gabriel.

Trombeta de Gabriel, trombeta do anjo Gabriel ou ainda trombeta de Torricelli, é uma superfície de revolução que se obtém girando a curva {\displaystyle y=x^{-1}}, com {\displaystyle x\in [1,\infty )}, em torno do eixo de rotação das abscissas. Tal construção tem a característica de possuir uma superfície com área infinita, envolvendo um volume finito.

## Paradoxo
Um curioso resultado descoberto em 1641 por Torriceli foi sua prova de que se uma área infinita tal como a limitada pela hipérbole {\displaystyle xy=a^{2}}, uma ordenada {\displaystyle x=b}, e o eixo das abscissas, é girada em torno do eixo {\displaystyle x}, o volume do sólido gerado pode ser finito. A descoberta de que uma figura de dimensões infinitas pode ter grandeza finita envolveu outros grandes pensadores como Fermat, Oresme e Roberval.

### Volume
O volume como função de {\displaystyle X}, {\displaystyle V(X)}, é dado pela integral
{\displaystyle V(X)=\int \limits _{1}^{X}\pi [r(x)]^{2}dx=\pi \int \limits _{1}^{X}\left({\frac {1}{x}}\right)^{2}dx=\pi (-{\frac {1}{X}}+C)}
Sabendo que
{\displaystyle V(1)=0\Leftrightarrow \pi (-1+C)=0\Leftrightarrow C=1}
logo
{\displaystyle V(X)=\pi \left(-{\frac {1}{X}}+1\right)}
Assim, o volume da trombeta de Gabriel é
{\displaystyle V=\lim _{X\to +\infty }V(X)=\lim _{X\to +\infty }\left[\pi \left(-{\frac {1}{X}}+1\right)\right]=\pi }

### Área da superfície
A área de superfície como função de {\displaystyle X}, {\displaystyle A(X)} é dada pela integral
{\displaystyle A(X)=\int \limits _{1}^{X}2\pi r\,dl=2\pi \int \limits _{1}^{X}{\frac {1}{x}}\,dl}.
Sendo 
{\displaystyle dl={\sqrt {dx^{2}+dy^{2}}}=dx{\sqrt {1+\left({\frac {dy}{dx}}\right)^{2}}}=dx{\sqrt {1+(r'(x))^{2}}}}
Como {\displaystyle r(x)=x^{-1}\Leftrightarrow r'(x)=-x^{-2}},
{\displaystyle dl=dx{\sqrt {1+(-x^{-2})^{2}}}=dx{\sqrt {1+x^{-4}}}}.
Logo, ficamos com
{\displaystyle A(X)=2\pi \int \limits _{1}^{X}{\frac {1}{x}}{\sqrt {1+x^{-4}}}\,dx}
o que permite concluir que a área de superfície da trombeta de Gabriel é
{\displaystyle A=\lim _{X\to +\infty }A(X)}
{\displaystyle =\lim _{X\to +\infty }\left[\pi \int \limits _{1}^{X}{\frac {1}{x}}{\sqrt {1+x^{-4}}}\,dx\right]}
{\displaystyle =2\pi \int \limits _{1}^{+\infty }{\frac {1}{x}}{\sqrt {1+x^{-4}}}\,dx}.
Teorema: {\displaystyle {\frac {1}{x}}{\sqrt {1+x^{-4}}}>{\frac {1}{x}}}
Prova:
{\displaystyle {\frac {1}{x}}{\sqrt {1+x^{-4}}}>{\frac {1}{x}}\Leftrightarrow {\sqrt {1+x^{-4}}}>1}
{\displaystyle \Leftrightarrow 1+x^{-4}>1}
{\displaystyle \Leftrightarrow {\frac {1}{x^{4}}}>0}
Como {\displaystyle x\geq 1}, tanto o denominador como o numerador são positivos, logo a fração é positiva. {\displaystyle QED}
Assim, pode-se concluir que
1) {\displaystyle \forall X\geq 1,\quad A(X)>\int \limits _{1}^{X}{\frac {1}{x}}\,dx}.
Sabendo que {\displaystyle \textstyle \int _{1}^{X}{\frac {1}{x}}\,dx=\ln {|X|}} conclui-se que
2) {\displaystyle \int \limits _{1}^{+\infty }{\frac {1}{x}}\,dx=+\infty }
Logo, utilizando 1) e 2), pelo teorema de comparação de funções, temos que
{\displaystyle \lim _{X\to +\infty }A(X)=+\infty }.

## Explicação do Paradoxo
Para compreender como uma superfície infinita pode encerrar uma região de volume finito, vamos lançar mão de uma analogia simples. Considere uma massa de moldar (massinha de criança) em forma de uma cobra (aqui imaginada como perfeitamente cilindrica). Se o raio inicial da cobra é {\displaystyle r} e o seu comprimento é {\displaystyle l}, então o volume da cobra é dado por {\displaystyle V=\pi r^{2}l}, enquanto a área superficial é dada por {\displaystyle A=2\pi rl}. Considere agora uma segunda situação. Se rolamos a massa de modelar no chão, fazendo o seu raio se reduzir pela metade (ou seja {\displaystyle r_{2}=r/2}), o seu volume se manterá inalterado ({\displaystyle V_{2}=V}), onde estamos imaginando um material totalmente incompressível. Mas, uma vez que o volume não se modifica, o seu comprimento quadruplicará (ou seja {\displaystyle l_{2}=4l}), como se vê em {\displaystyle V_{2}=\pi (r/2)^{2}(4l)=V}. Nesta situação, a área superficial da cobra será dada por {\displaystyle A_{2}=2\pi (r/2)(4l)=2A}, ou seja, ela fica o dobro de antes. Assim, à medida que se reduz o raio da cobra, a área superficial da região cilíndrica tende a infinito, enquanto o volume se mantém constante. Isto é exatamente o que ocorre no aparente Paradoxo da Trombeta de Gabriel.